# Lagetta pauciflora
Lagetta pauciflora är en tibastväxtart som beskrevs av Ignatz Urban. Lagetta pauciflora ingår i släktet Lagetta och familjen tibastväxter. Inga underarter finns listade i Catalogue of Life.